# Chromatomyia subnigra
Chromatomyia subnigra este o specie de muște din genul Chromatomyia, familia Agromyzidae, descrisă de Spencer în anul 1985.
Este endemică în Kenya. Conform Catalogue of Life specia Chromatomyia subnigra nu are subspecii cunoscute.